# Zweiter Tod
Der Ausdruck „zweiter Tod“ stammt aus der Offenbarung des Johannes, der letzten Schrift des Neuen Testaments der Bibel. Er bezeichnet dort den endgültigen unwiderruflichen Tod. Dieser endgültige bzw. ewige Tod wird im Endgericht durch Gott als endzeitlichen Richter verhängt. In der bildhaften Sprache der Offenbarung wird diese endgültige Vernichtung durch einen Feuersee (wörtlich: „ein See von brennendem Schwefel“; Lutherbibel: „feuriger Pfuhl“) bewirkt (Offb 20,14 ; 21,8 ). 

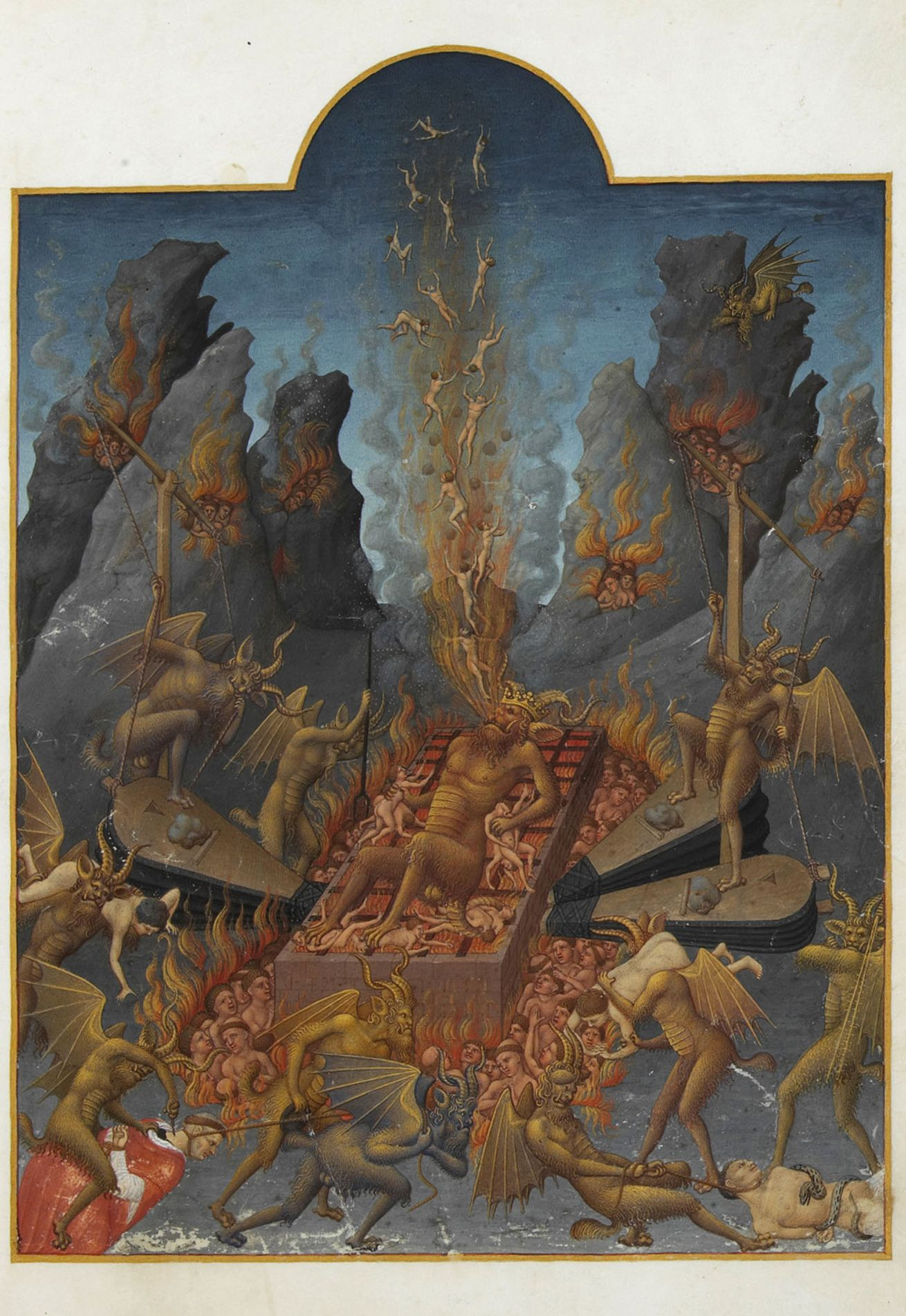
Der Teufel im Höllenfeuer – Menschenseelen quälend und selbst gequält (aus dem Stundenbuch Les Très Riches Heures, Musée Condé, Chantilly, Frankreich, um 1410)

## Textbefund
Der Ausdruck kommt in der Offenbarung vier Mal vor, wobei folgende Aussagen getroffen werden:
- Der „zweite Tod“ wird den treuen Menschen, den „Überwindern“, nichts anhaben können (Offb 2,11 EU).
- Über die christlichen Märtyrer hat er erst recht keine Macht (Offb 20,6 EU).
- Der Tod (griech.: thanatos) wird samt der Totenwelt (griech.: hadäs) in den Feuersee geworfen (Offb 20,14 EU).
- Gottlos lebende Menschen kommen in den Feuersee (Offb 21,8 EU).

## Bedeutung in der Offenbarung des Johannes

### Verdammnis von Mächten
In der Darstellung der Offenbarung werden zuerst gottfeindliche Mächte in den endgültigen Tod geschickt: „Das Tier und der falsche Prophet“ (Offb 19,20 ), im Weiteren der Teufel (diabolos, Offb 20,10 ), gefolgt vom Tod und der Totenwelt (Offb 20,14 ).

### Verdammnis von Menschen
Schließlich sollen – nach der allgemeinen Totenauferstehung (Offb 20,13 ) – jene Menschen den zweiten Tod erleiden, deren Namen nicht im Buch des Lebens geschrieben sind.
Dies sind nach Offb 21,8  folgende Personen:
- die „Feigen“ – Menschen, die aus Angst Götzen oder das Tier angebetet haben;
- Ungläubige – alle, die nach außen hin einen Glauben vertreten, ihn aber insgeheim ablehnen;
- Frevler – Menschen, die das Idol der Unterdrücker anbeten;
- Mörder – alle, die durch Unterdrückung das Leben Anderer vernichten;
- Unzüchtige – Menschen, die andere durch Geld zum Objekt ihrer Begierde machen;
- Zauberer (oder: Giftmischer) – alle, die magische Praktiken als Herrschaftsmittel benutzen;
- Götzendiener – im biblischen Sinne jeder, der an die Stelle Gottes andere Mächte (Geld, Macht, Markt) setzt;[3]

und zusammenfassend
- „alle Lügner“.[4]

Betroffen sind also nach weit verbreiteter Auslegung Menschen, die „systematisch“ oder prinzipiell dem Tod gedient haben und nicht zu Gott umgekehrt sind.
Im Verständnis der Apokalypse ist „ewige Verdammnis“ also keineswegs ein Ort ewiger Qual, sondern vielmehr die ewige Vernichtung, der „Gang ins Nichtsein“.

### Komplementärbegriff
Der „erste Tod“ – der Ausdruck taucht in der Bibel nirgends auf – ist der irdische bzw. leibliche Tod, den alle Menschen erleiden müssen, sofern sie nicht zu Lebzeiten in den Himmel entrückt wurden, wie etwa Henoch oder der Prophet Elia.

## Rezeption
In der christlichen Spiritualität ist das Motiv des zweiten Todes vielfach aufgegriffen worden. Franz von Assisi stellt den zweiten Tod als eine Konsequenz der Sünde dar:

„Wehe jenen, die in schwerer Sünde sterben.

Selig jene, die sich in deinem heiligsten Willen finden,

denn der zweite Tod wird ihnen kein Leid antun.“